# Baie Hanotaux
Pour les articles homonymes, voir Hanotaux.
La baie Hanotaux est un plan d'eau douce situé dans la partie Sud-Ouest du réservoir Gouin, dans le territoire de la ville de La Tuque, dans la région administrative de la Mauricie, dans la province de Québec, au Canada.
Ce lac s’étend surtout dans le canton de Hanotaux (partie Sud-Est) dans la partie Sud-Ouest du réservoir Gouin. Cette baie déborde partiellement dans le canton de Crémazie (côté Est) et dans le canton de Poisson (côté Sud).
Les activités récréotouristiques constituent la principale activité économique du secteur. La foresterie arrive en second.
Une route forestière passant à l’Ouest de rivière Pascagama, dessert la baie Honataux. La route forestière R1009 passe du côté Ouest de la baie Mattawa dessert la partie inférieure de la rivière Flapjack, passant dans la partie Nord du baie Hanotaux et la partie Sud du lac Bureau (réservoir Gouin). Cette route R1009 rejoint vers le Sud-Est la route 404 laquelle dessert la partie Nord du chemin de fer du Canadien National.
La surface de la baie Hanotaux est habituellement gelée de la mi-novembre à la fin avril, toutefois la circulation sécuritaire sur la glace se fait généralement du début décembre à la fin de mars. À la suite de l’aménagement du barrage Gouin, complétée en 1948, la forme actuelle de la baie Hanotaux a été façonnée par le rehaussement des eaux du réservoir Gouin. La gestion des eaux au barrage Gouin peut entrainer des variations significatives du niveau de l’eau particulièrement en fin de l’hiver où l’eau est abaissée en prévision de la fonte printanière.

## Géographie
Les principaux bassins versants voisins de la baie Hanotaux sont :
- côté nord : baie Plamondon (réservoir Gouin), lac du Mâle (réservoir Gouin), ruisseau Plamondon (réservoir Gouin) ;
- côté est : réservoir Gouin, lac du Mâle (réservoir Gouin), lac Bureau (réservoir Gouin) (baie du Nord) ;
- côté sud : baie Adolphe-Poisson, baie Mattawa, baie Saraana, ruisseau Bignell, rivière Flapjack ;
- côté ouest : lac Saveney, lac du Poète (rivière Mégiscane), rivière Berthelot (rivière Mégiscane), lac Pascagama, rivière Mégiscane et lac Mercier.

D’une longueur de 8,0 km, la baie Hanotaux épouse la forme d’un X difforme comportant un archipel d’une cinquantaine d’îles en son centre. Ce X se décrit comme suit :
- le bras Nord-Ouest s’étire sur 3,9 km formant quelques baies secondaires ;
- le bras Nord-Est comporte une baie de 1,8 km laquelle est barrée à l’Est par une presqu’île s’étirant sur 2,5 km vers le Sud, à la limite des cantons de Crémazie et d’Hanotaux ;
- le bras Sud-Est (longueur : 0,7 km) comporte la sortie de la baie, se rattachant à la partie Sud-Ouest du lac du Mâle (réservoir Gouin) ;
- le bras Sud-Ouest s’étire sur 3,6 km jusque dans le canton de Poisson en recueillant les eaux de la baie Adolphe-Poisson.

Le courant provenant de la baie Adolphe-Poisson contourne par le Sud sur 5,0 km et par le Nord sur 6,1 km, une île (longueur : 5,5 km) qui délimite la partie Sud de l’embouchure de la baie Hanotaux. Du côté Nord de cette île, les eaux provenant de la baie Adolphe-Poisson se mélangent aux eaux de la baie Hanotaux près de l’embouchure de cette dernière.
La baie Hanotaux est surtout alimentée par la décharge de la baie Adolphe-Poisson laquelle est elle-même alimentée par le ruisseau Bignell (du côté Sud) et par le canal de dérivation du lac du Poète (rivière Mégiscane) (du côté Ouest) via la baie Piciw Minikanan. Ce canal a été aménagé en même temps que le barrage Mégiscane à l’embouchure du lac du Poète (rivière Mégiscane) permettant ainsi de détourner les eaux de la partie supérieure de la rivière Mégiscane vers le réservoir Gouin via la baie Adolphe-Poisson, puis la baie Hanotaux.
L’embouchure de la baie Hanotaux est localisée au Sud-Est à :
- 14,6 km au Nord-Est de l’embouchure du canal provenant du lac du Poète (rivière Mégiscane) ;
- 14,0 km au Nord-Est de l’embouchure du ruisseau Bignell ;
- 35,3 km au Sud-Ouest du centre du village de Obedjiwan lequel est situé sur une presqu’île de la rive Nord du réservoir Gouin ;
- 96,3 km au Sud-Ouest du barrage Gouin ;
- 132,3 km à l'Ouest du centre du village de Wemotaci (rive Nord de la rivière Saint-Maurice) ;
- 223 km au Nord-Ouest du centre-ville de La Tuque ;
- 318 km au Nord-Ouest de l’embouchure de la rivière Saint-Maurice (confluence avec le fleuve Saint-Laurent à Trois-Rivières)[1].

À partir de l’embouchure de la baie Hanotaux (située entre la grande île à l’embouchure de la baie Adolphe-Poisson) et la presqu’île venant du Nord, le courant coule sur 122,8 km jusqu’au barrage Gouin, selon les segments suivants :
- 40,9 km vers le Nord-Est en traversant la partie Ouest du réservoir Gouin dont le lac du Mâle (réservoir Gouin) jusqu’au Sud du village d’Obedjiwan ;
- 81,9 km vers l’Est, en traversant le lac Marmette, puis vers le Sud-Est en traversant notamment le lac Brochu (réservoir Gouin) puis vers l’Est en traversant la baie Kikendatch, jusqu’au barrage Gouin.

À partir de ce barrage, le courant emprunte la rivière Saint-Maurice jusqu’à Trois-Rivières.

## Toponymie
Cet hydronyme évoque l’œuvre de vie de l'académicien Gabriel Hanotaux (Beaurevoir, Ainse, 1853 – Paris, 1944) notamment sa participation au "Premier Congrès de la langue française au Canada" qui s'est tenu à Québec (ville) en 1912. Hanotaux a été président de la Mission Champlain composée de plusieurs personnalités françaises, hommes politiques et gens de lettres.
Gabriel Hanotaux a connu une carrière prestigieuse. Archiviste-paléographe, Hanotaux est professeur à l'École des hautes études avant de devenir attaché aux Affaires étrangères et d'accomplir à ce titre plusieurs missions diplomatiques, notamment à Constantinople. Député de l'Aisne (1886), il est ministre des Affaires étrangères de 1894 à 1898. Il se consacre par la suite à ses travaux d'historien.
Spécialiste de Richelieu et de l'histoire égyptienne, Hanotaux dirige, entre 1920 et 1929, la publication "Histoire de la nation française" dont le premier tome renferme l'importante "Géographie humaine de la France", rédigée par Jean Brunhes. De 1930 à 1934, il publie, en collaboration, une "Histoire des colonies françaises et de l'expansion de la France dans le monde", ouvrage où le Canada et le Québec occupent une bonne place. Le toponyme « Baie Hanotaux » a été adopté par la Commission de géographie, l'actuelle Commission de toponymie du Québec, le 5 juillet 1951.
Le toponyme "Baie Hanotaux" a été officialisé le 12 juin 1970 par la Commission de toponymie du Québec.